# Elecciones municipales de 2023 en Logroño
Las elecciones municipales de 2023 se celebraron en Logroño el domingo 28 de mayo, de acuerdo con el Real Decreto de convocatoria de elecciones locales en España dispuesto el 3 de abril de 2023 y publicado en el Boletín Oficial del Estado el 4 de abril.Se eligieron los 27 concejales del pleno del Ayuntamiento de Logroño, a través de un sistema proporcional (método d'Hondt), con listas cerradas y un umbral electoral del 5 %.

## Candidaturas
Para los comicios se presentaron 4 candidaturas ya presentes en las pasadas elecciones: Partido Popular de La Rioja, Partido Socialista Obrero Español de La Rioja, Ciudadanos y Vox, habiendo conseguido las tres primeras representación en el pleno tras las elecciones de 2019.
También se presentaron dos candidaturas que, si bien no se correspondía exactamente con partidos o coaliciones ya presentes anteriormente, sí respondían como herederas directas de las mismas. Es el caso de Podemos-IU, presentadas en una coalición directamente heredera de la fórmula de Unidas Podemos, la coalición electoral firmada por el bloque de izquierdas desde 2016 y extinguida en 2023, previamente a las elecciones. También responde en este caso el Partido Riojano (PR+), presentado en solitario en numerosas ocasiones anteriores y que para estos comicios sumó a su candidatura a España Vaciada, un partido formado en 2021 pero con una trayectoria y fama notable gracias a los movimientos de protesta contra la despoblación de la España vaciada.
Sumadas a esas seis candidaturas hubo tres que no se habían presentado previamente a las municipales de Logroño: Escaños en Blanco (EB), Por La Rioja (PLRi) y Vinea La Rioja (VINEA). En el caso de EB, es una plataforma fundada en 2010 que se ha presentado en numerosas elecciones en España con la promesa de dejar los escaños, concejalías u otros cargos electos sin ocupar como protesta ante la clase política.
En el caso de PLRi y VINEA, ambas son formaciones regionalistas creadas antes de estas elecciones. PLRi fue fundado, entre otros, por el expopular Alberto Bretón que sumó a su causa miembros descontentos del PP riojano y del PR+ que no estaban conformes con el pacto firmado con España Vaciada. VINEA se presentó como alternativa regionalista «de centro-centroderecha» con implantación en los siete municipios más poblados de La Rioja.
| Candidatura               | Candidatura | Candidatura | Integrantes                                   | Candidato/a              | Resultado previo | Resultado previo |
| Candidatura               | Candidatura | Candidatura | Integrantes                                   | Candidato/a              | Votos (%)        | Concejales       |
| ------------------------- | ----------- | ----------- | --------------------------------------------- | ------------------------ | ---------------- | ---------------- |
| Con representación previa |             |             |                                               |                          |                  |                  |
|                           |             | PP          | ListaPartido Popular (PP)                     | Conrado Escobar          | 29,46 %          | 9                |
|                           |             | PSOE        | ListaPartido Socialista Obrero Español (PSOE) | Pablo Hermoso de Mendoza | 37,36 %          | 11               |
|                           |             | CS          | ListaCiudadanos-Partido de la Ciudadanía (CS) | Eduardo Peña             | 13,4 %b          | 4                |
|                           |             | Podemos-IU  | ListaPodemos (Podemos) Izquierda Unida (IU)   | Amaya Castro             | 7,11 %a          | 2a               |
|                           |             | PR+E        | ListaPartido Riojano (PR+) España Vaciada (E) | Rubén Antoñanzas         | 5,55 %b          | 1b               |
| Sin representación previa |             |             |                                               |                          |                  |                  |
|                           |             | VOX         | ListaVox (VOX)                                | María Jiménez            | 4,09 %           | 0                |
|                           |             | EB          | ListaEscaños en Blanco (EB)                   | María del Carmen Andrés  | -                | 0                |
|                           |             | PLRi        | ListaPor La Rioja (PLRi)                      | Alberto Bretón           | -                | 0                |
|                           |             | VINEA       | ListaVINEA La Rioja (VINEA)                   | Héctor Narro             | -                | 0                |

a: Como candidatura de Unidas Podemos.

b: Únicamente como Partido Riojano. España Vaciada no concurrió en 2019.

## Resultados
Los resultados completos correspondientes al escrutinio definitivo se detallan a continuación:
|  | 43,72 % |

|  | 31,1 % |

|  | 7,76 % |

|  | 5,11 % |

|  | 5,08 % |

|  | 3,1 % |

|  | 1,2 % |

|  | 0,73 % |

|  | 0,62 % |

|  | 70,29 % |

|  | 1,61 % |

|  | 70,29 % |

a: En comparación a los 2 concejales de Unidas Podemos entre 2019 y 2023.

b: En comparación al único concejal de PR+ en solitario entre 2019 y 2023.